# Guillaume Coustou der Jüngere

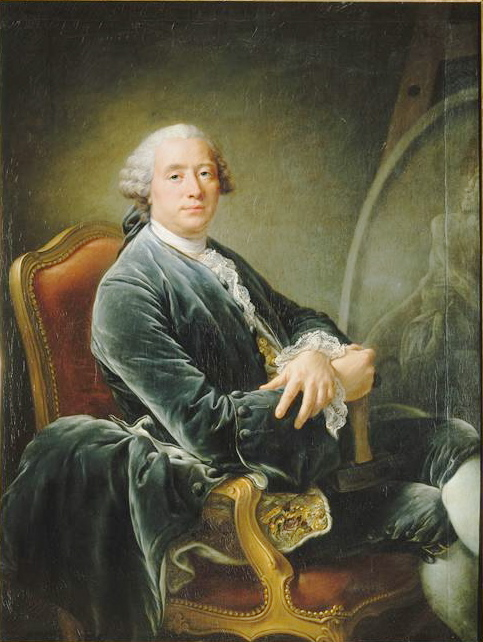
Guillaume Coustou d. J. (François-Hubert Drouais)

Guillaume Coustou (* 19. März 1716 in Paris; † 13. Juli 1777 ebenda) war ein französischer Bildhauer des Königs (französisch sculpteur du Roi).

## Leben
Coustou stammte aus einer Familie von Bildhauern. Er war ein Sohn des gleichnamigen Guillaume Coustou (1678–1746) und wurde daher als „der Jüngere“ oder französisch fils ‚Sohn‘ bezeichnet und erlernte die Bildhauerei bei seinem Vater. Der Architekt Charles Pierre Coustou (28. Januar 1721 – 22. Januar 1797) war sein jüngerer Bruder, der Bildhauer Nicolas Coustou (1658–1733) sein Onkel. Bereits der Großvater François Coustou (vor 1657 – 1690) hatte als Holzbildhauer für den König gearbeitet und war mit Heiratete Claudine (geborene Coysevox), einer Schwester des Bildhauers Antoine Coysevox (1640–1720) verheiratet.
Anlässlich der großen Ausstellung der Académie des Beaux-Arts im Jahr 1735 wurde Coustous Werk Rebekka von Eliezer die Geschenke Abrahams empfangend mit dem Prix de Rome ausgezeichnet, so dass er ein Stipendium, für einen Studienaufenthalt in Rom erhielt und er in der Villa Medici arbeiten durfte. Hier vollendete er seine künstlerische Ausbildung und galt als erfindungsreicher Künstler, dessen süßliche und oberflächliche Behandlung dem Geschmack seiner Zeitgenossen ganz entgegenkam. Er verband eine graziöse Auffassung mit korrekter Zeichnung. Er fertigte zahlreiche mythologische Werke, Porträtstatuen und Reliefs, sowie Ausschmückungen für Kirchen und Paläste.
Nach fünf Jahren kehrte Coustou 1740 wieder nach Frankreich zurück und arbeitete im Atelier seines Vaters und beschickte seit 1741 den Salon des Louvre mit seinen Werken. Am 28. Juli 1742 wurde er für seine Statuette des Vulkan von die Pariser Académie royale de peinture et de sculpture ausgezeichnet und als Mitglied aufgenommen. Der Bildhauer Pierre Julien (1731–1804) war von 1760 bis 1765 sein Schüler an der Académie royale de peinture et de sculpture, der ihm später auch bei der Ausführung des Grabmals des Dauphin und der Dauphine für die Kathedrale von Sens half. Als königlicher Bildhauer und Professor der Königlichen Akademie wurde er gemeinsam mit René-Michel Slodtz (1705–1764), und Jean-Baptiste Pigalle (1717–1785) damit beauftragt, die von Lambert-Sigisbert Adam (1700–1759) hinterlassenen Marmorstatuen und -modelle zu untersuchen. Im März 1777 erkrankte er schwer.

## Ehrungen (Auswahl)
- April 1777: Ritter des Ordens des Heiligen Michael

## Werke (Auswahl)

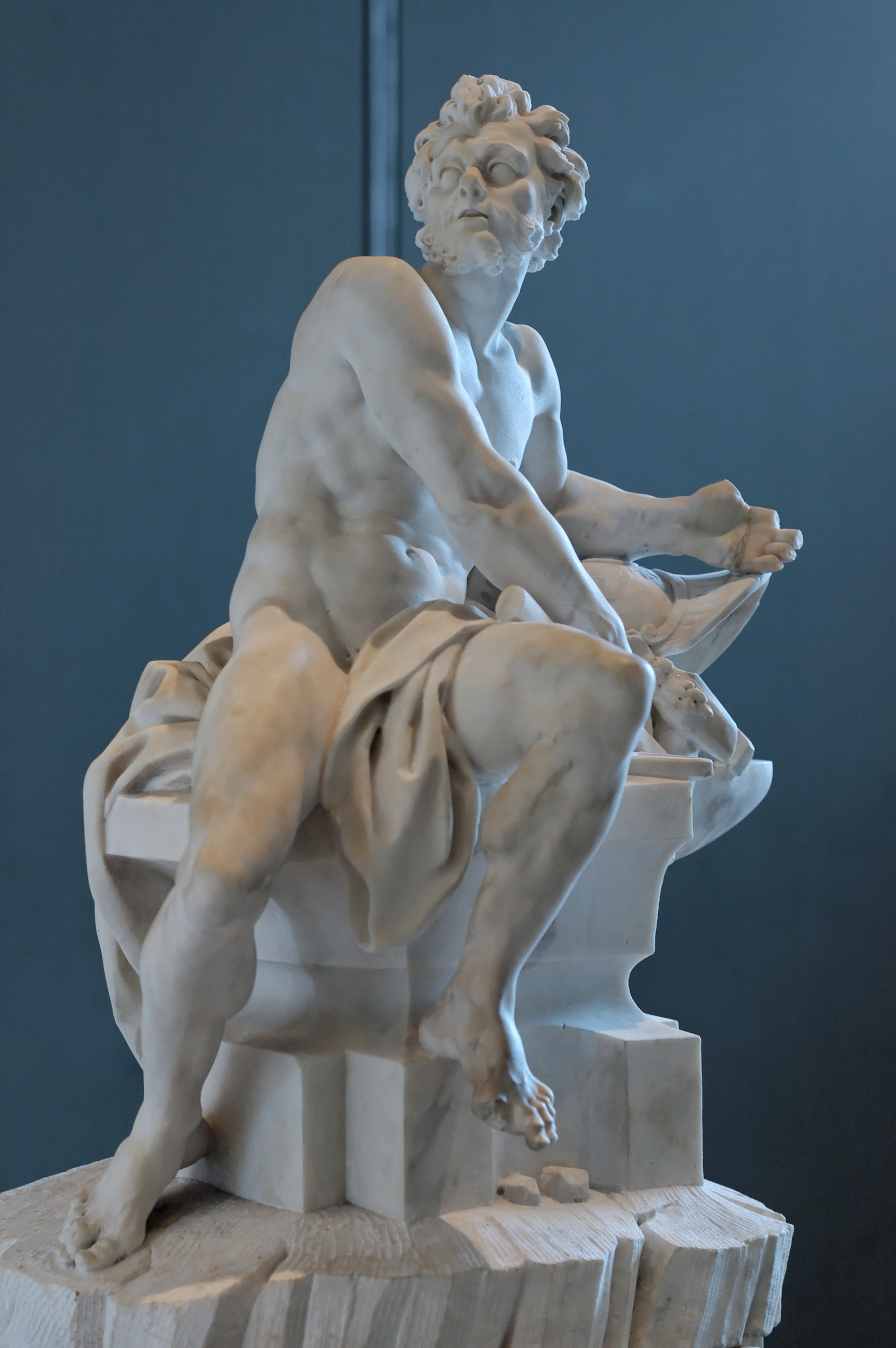
Vulcain, 1742

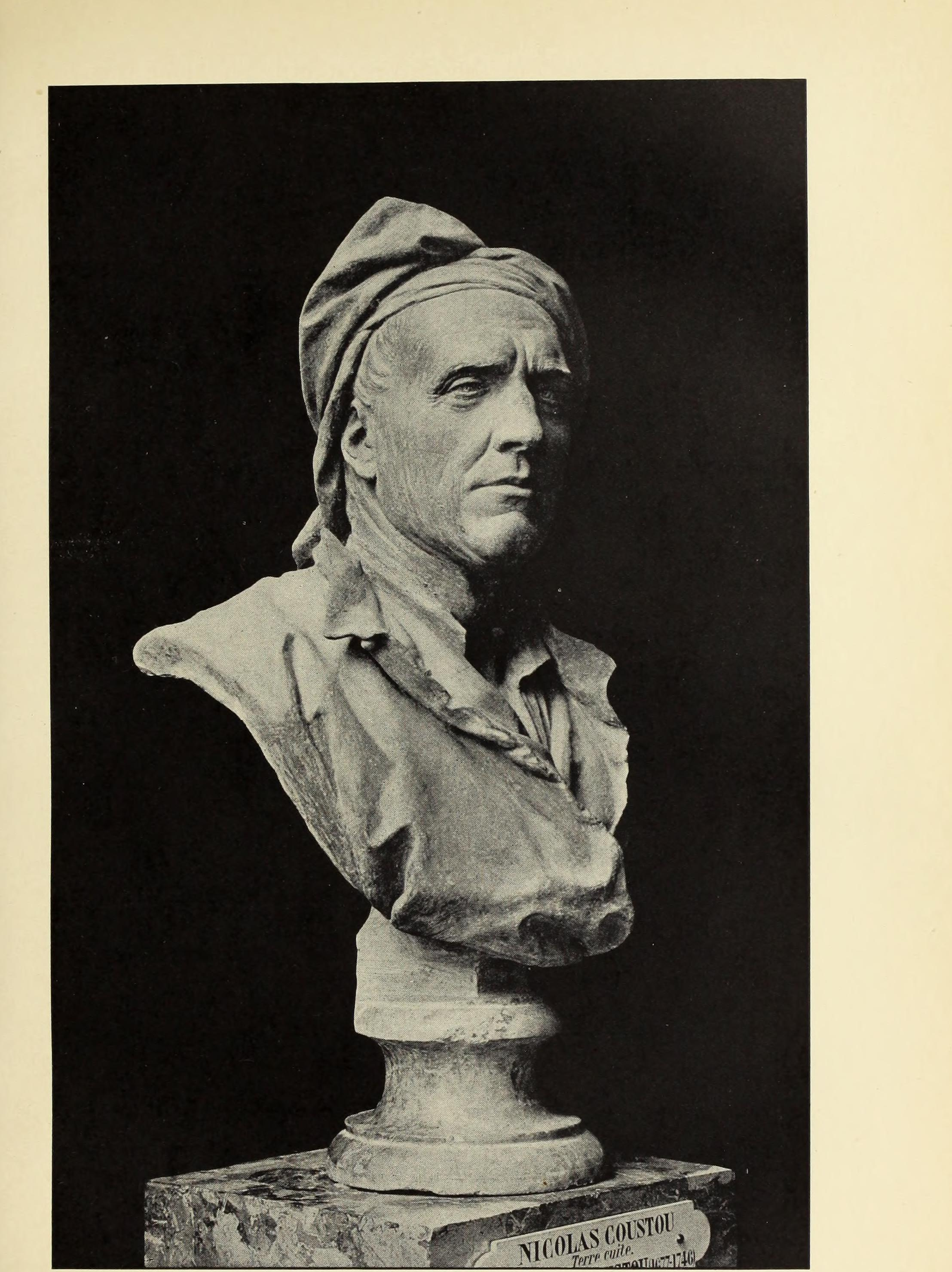
Büste Nicolas Coustou

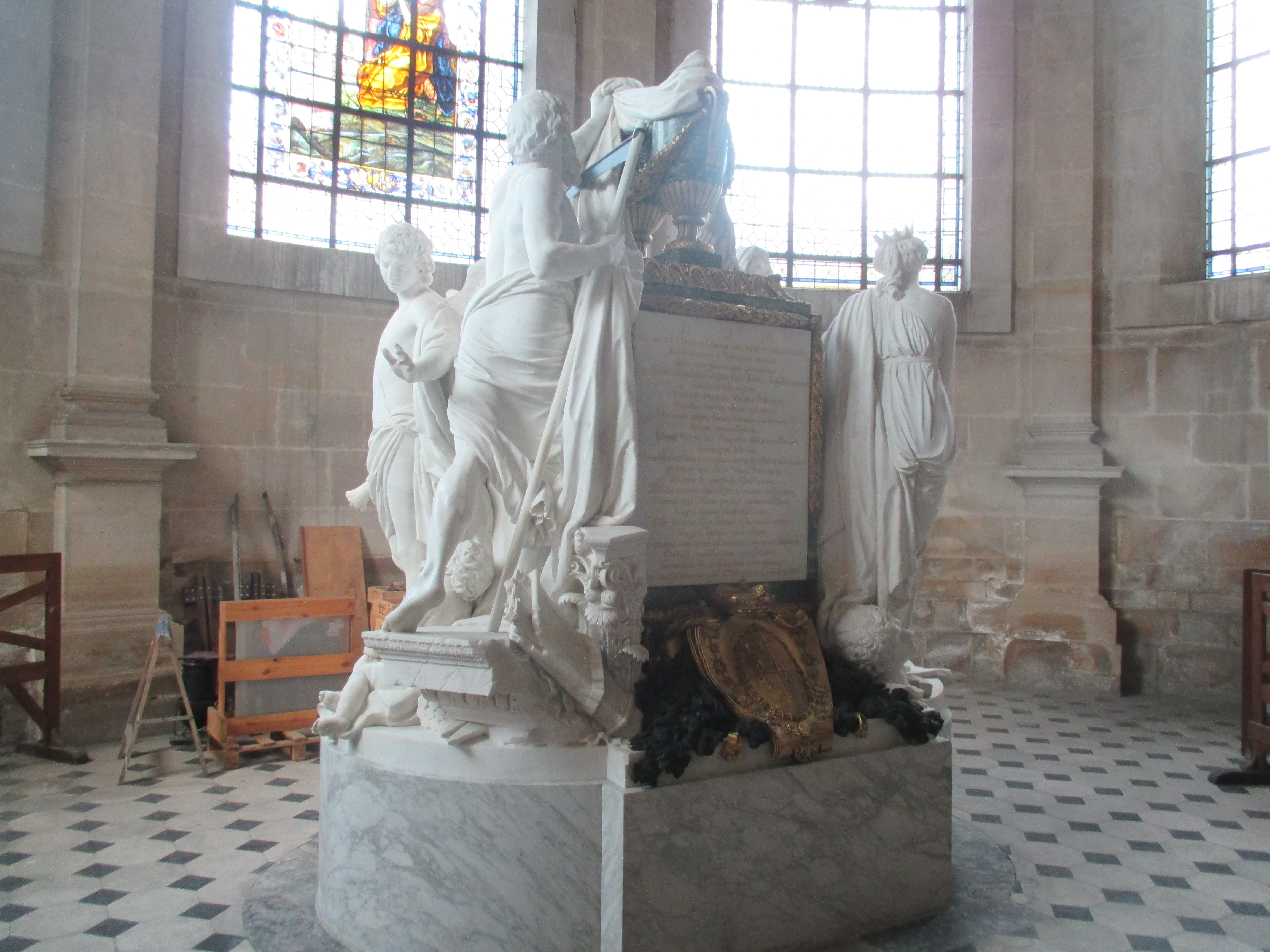
Grabmal des Dauphin und der Dauphine

- 1735: Rebekka von Eliezer die Geschenke Abrahams empfangend (Figurengruppe, Rompreis)
- Marmorstatue der hl. Susanna (in Rom entstanden)
- 1742: Vulkan (Marmorstatue)
- 1743: Apotheose des hl. Franz Xaver (Marmorgruppe für die Jesuitenkirche in Bordeaux, kam später in die Kirche Saint-Paul)
- Galathea (Basrelief für einen Giebel des Château de Bellevue)
- 1753: Junges Mädchen mit Hahn (nach einer Zeichnung von François Boucher, für die Meierei im Schlosses Crécy)
- 1753: Apollo (Marmorstatue für den Park von Versailles)
- 1757: Marmorstatue des hl. Rochus (für die Kapelle Sainte-Geneviève in der Kirche Saint-Roch [nicht mehr erhalten])
- Rebhuhnjagd (großes Basrelief für das Schloss Saint-Hubert le Rambouillet [nicht mehr erhalten])
- 1764–1769: Mars und Venus (Marmorstatuen, für Friedrich II. von Preußen im Schloss Sanssouci in Potsdam, Signiert mit « Guill. Coustou Fil. fecit. Paris 1769 »)
- Ludwig XV. Medaillon, das von der Justitia und Prudentia gehalten wird (Basrelief für ein Giebelfeld des Pantheon)
- Marmorbüste des Ministers Turgot
- Büste seines Onkels Nicolas Coustou
- 1766–1777: Marmorgrabmal des Dauphin und der Dauphine (französisch Tombeau du Dauphin, für den Chor der Kathedrale zu Sens nach einem Entwurf von Charles-Nicolas Cochin ausgeführt, in der Sainte-Colombe-Kapelle aufgestellt)